# Naultinus grayii
Espèce
Synonymes
- Naultinus simpsoni Robb, 1980

Statut CITES
Naultinus grayii est une espèce de geckos de la famille des Diplodactylidae.

## Répartition

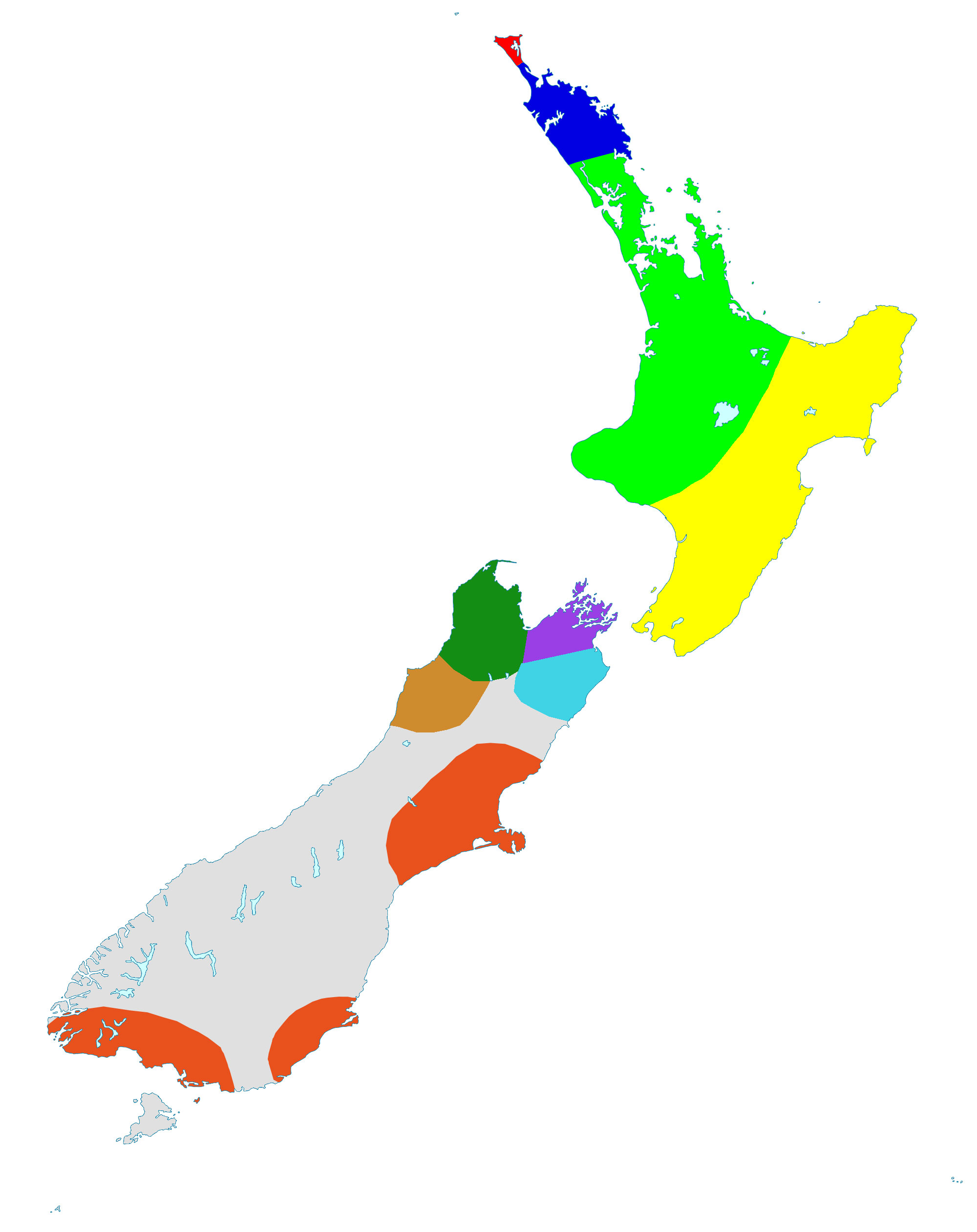
Distribution de Naultinus grayii en bleu foncé.

Cette espèce est endémique de Nouvelle-Zélande. Elle se rencontre dans le nord de l'île du Nord.

## Description

### Morphologie

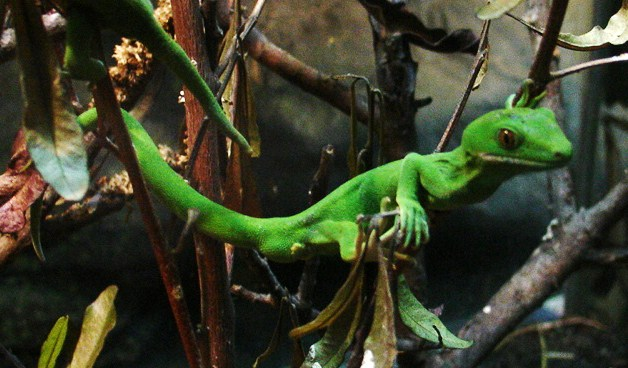
Naultinus grayii

Naultinus grayii a un aspect relativement élancé ayant une longueur museau-cloaque comprise entre 80 et 95 mm à l'âge adulte, ce qui donne un animal d'environ 200 mm avec la queue. Cette dernière est fine et préhensile.
Les pupilles sont fendues et verticales. Sur la face dorsale du museau, les écailles sont de grande taille, plates et de forme pentagonale.

### Couleurs
La couleur de base est généralement le vert clair, tirant sur le vert foncé sur le dessus, mais on rencontre également des spécimens plus sombres, tirant sur le marron. Des séries de gros points blancs son présents sur le dos, le long de deux lignes longitudinales.

## Étymologie
Cette espèce est nommée en l'honneur du zoologiste anglais John Edward Gray (1800-1875).
Son nom vernaculaire anglais, « Northland green gecko », « Gecko vert du Northland » en français, fait référence à sa couleur principale et à son aire de répartition qui est circonscrite au Northland.
En māori, comme les autres lézards du genre Naultinus, son nom vernaculaire est « kākāriki » ou bien « moko kākāriki ». Moko étant un terme générique désignant un lézard et kākāriki voulant dire « être vert », on pourrait traduire ce nom par « lézard qui est vert » ou bien plus simplement « lézard vert », ce qui rejoint le nom vernaculaire anglais des Naultinus : green tree gecko, « Gecko vert des arbres » en français.

## En captivité
Naultinus grayii est une espèce très appréciée en tant que Nouvel Animal de Compagnie (NAC), notamment du fait de ses jolies couleurs et du fait qu'elle soit assez robuste.
Cet attrait conduit parfois des individus à tenter faire sortir par contrebande des geckos néo-zélandais de leur pays d'origine, et ce malgré l'interdiction formelle d'exporter ces animaux considérés comme étant sous « protection absolue ». Des spécimens se vendent à des terrariophiles peu scrupuleux au marché noir, notamment en Europe ou des spécimens peuvent se négocier à environ 1 000 € l'unité.

## Publication originale
- Bell, 1843 : The Zoology of the Voyage of H.M.S. Beagle Under the Command of Captain Fitzroy, R.N., during the Years 1832 to 1836. vol. 5, p. 1-51 (texte intégral).